# Ostjakarta

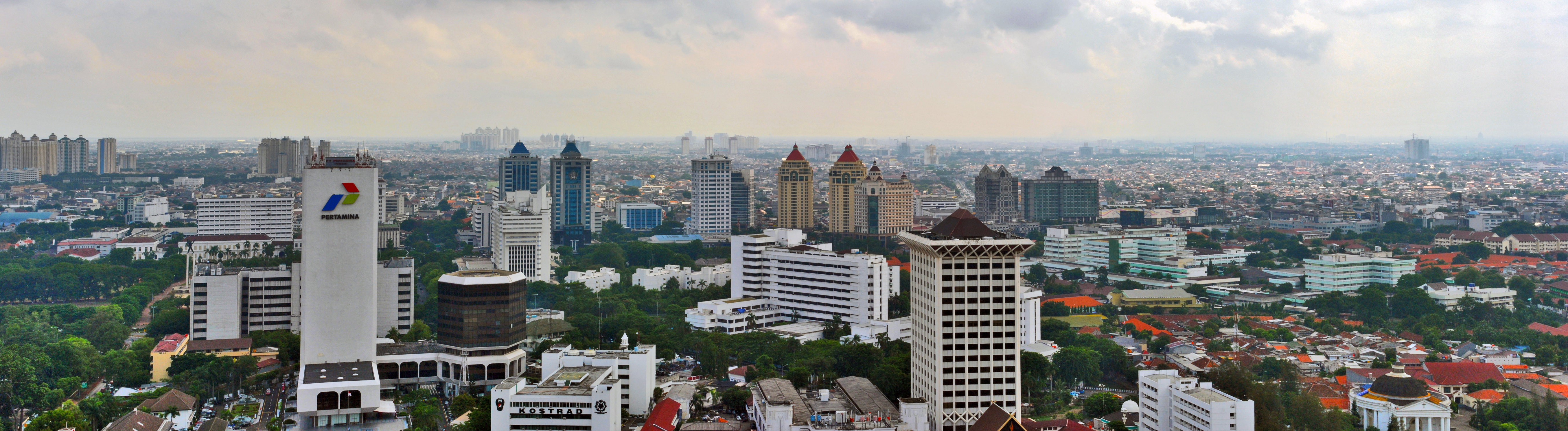

Ostjakarta (Bahasa Indonesia: Jakarta Timur) ist eine der fünf Verwaltungseinheiten (Kota Administrasi) der indonesischen Hauptstadt Jakarta. Ostjakarta ist nicht selbstverwaltet und hat keinen Stadtrat, weshalb es nicht als eigenständige Gemeinde eingestuft wird. Zur Volkszählung 2010 hatte sie 2.693.896 Einwohner und zur Volkszählung 2020 3.037.139, womit sie auch die bevölkerungsreichste der fünf Verwaltungseinheiten innerhalb Jakartas ist.
Ostjakarta wird im Norden von Nordjakarta, im Osten von Bekasi, im Süden von Depok und im Westen von Südjakarta und Zentraljakarta begrenzt.

## Gliederung
Ostjakarta ist in zehn Bezirke (Kecamatan) mit 65 Gemeinden (Kelurahan) eingeteilt:
| Code 1   | Kecamatan Distrikt | Ibu Kota Verwaltungssitz | Fläche (km²) | Einwohner Census 2010 2 | Volkszählung 2020 | Volkszählung 2020 | Volkszählung 2020 | Anzahl der 6 | Anzahl der 6 | Anzahl der 6 |
| Code 1   | Kecamatan Distrikt | Ibu Kota Verwaltungssitz | Fläche (km²) | Einwohner Census 2010 2 | Einwohner 3       | 0Dichte 40        | Sex Ratio 5       | Kel. 6       | RW 7         | RT 8         |
| -------- | ------------------ | ------------------------ | ------------ | ----------------------- | ----------------- | ----------------- | ----------------- | ------------ | ------------ | ------------ |
| 31.75.01 | Matraman           | Utan Kayu Utara          | 4,88         | 148.406                 | 172.180           | 35.282,8          | 99,7              | 6            | 62           | 796          |
| 31.75.02 | Pulogadung         | Jatinegara               | 15,61        | 262.328                 | 281.319           | 18.021,7          | 99,6              | 7            | 95           | 1035         |
| 31.75.03 | Jatinegara         | Cipinang Cempedak        | 10,25        | 266.734                 | 301.717           | 29.435,8          | 101,9             | 8            | 91           | 1112         |
| 31.75.04 | Kramat Jati        | Kramat Jati              | 13,00        | 272.479                 | 298.437           | 22.956,7          | 101,5             | 7            | 64           | 640          |
| 31.75.05 | Pasar Rebo         | Pekayon                  | 2,98         | 189.232                 | 220.583           | 16.994,1          | 102,2             | 5            | 53           | 525          |
| 31.75.06 | Cakung             | Cakung Barat             | 2,28         | 503.846                 | 559.040           | 13.222,3          | 104,1             | 7            | 89           | 1016         |
| 31.75.07 | Duren Sawit        | Duren Sawit              | 22,65        | 384.748                 | 414.604           | 18.304,8          | 99,5              | 7            | 96           | 1105         |
| 31.75.08 | Makasar            | Makasar                  | 21,85        | 185.830                 | 207.293           | 9.487,1           | 101,0             | 5            | 53           | 567          |
| 31.75.09 | Ciracas            | Ciracas                  | 16,08        | 251.757                 | 296.316           | 18.427,6          | 101,3             | 5            | 49           | 609          |
| 31.75.10 | Cipayung           | Cipayung                 | 28,45        | 228.536                 | 285.650           | 10.040,4          | 101,9             | 8            | 56           | 508          |
| 31.75    | Kota Jakarta Timur | Kota Jakarta Timur       | 188,03       | 2.693.896               | 3.037.139         | 16.152,4          | 101,5             | 65           | 709          | 7929         |

## Demographie
Mitte 2022 lebten in Jakarta Barat 3.274.716 Menschen, das heißt 1.642.684 Männer oder 50,16 % und 1.632.032 Frauen oder 49,84 %.

### Altersstruktur
24,65 % der Bevölkerung befindet sich im Kindesalter, 70,59 % (2.311.492) im arbeitsfähigen Alter (15–64 Jahre) und 4,77 % im Ruhestand.

### Familienstand und Religion
| Familienstand | Anzahl    | Anteil [%] |
| ------------- | --------- | ---------- |
| ledig         | 1.575.913 | 48,12      |
| verheiratet   | 1.522.647 | 46,50      |
| geschieden    | 49.035    | 1,50       |
| verwitwet     | 127.121   | 3,88       |

| Religion     | Anzahl    | Anteil [%] |
| ------------ | --------- | ---------- |
| Moslems      | 2.905.907 | 88,74      |
| Protestanten | 263.415   | 8,04       |
| Katholiken   | 84.302    | 2,57       |
| Buddhisten   | 15.123    | 0,46       |
| Hindus       | 5.571     | 0,17       |

## Wirtschaft
Die Fluglinie Aviastar Mandiri hat hier ihren Hauptsitz. Auch ihr Heimatflughafen, der Flughafen Halim Perdanakusuma befindet sich hier.